# Schronisko Małe w Wielkiej Skale
Schronisko Małe w Wielkiej Skale – obiekt jaskiniowy w Dolinie Będkowskiej w województwie małopolskim, w powiecie krakowskim, w gminie Wielka Wieś. Jest to rejon Wyżyny Olkuskiej w obrębie Wyżyny Krakowsko-Częstochowskiej. Administracyjnie znajduje się w granicach wsi Będkowice w województwie małopolskim, w powiecie krakowskim, w gminie Wielka Wieś

## Opis obiektu
Znajduje się w orograficznie lewych zboczach Doliny Będkowskiej, w skale, która przez grotołazów nazywana jest Wielką Skałą. Wspinacze skalni opisują ją jako Wielka Turnia, taką też nazwę ma ona na skałoplanach umieszczonych na tablicy pod skałą. Schronisko znajduje się wysoko, w górnej, prawej części skały i prowadzi do niego strome podejście żlebem. Wspinacze skalni podejście to ubezpieczyli poręczowaniem i ringami, a w bardzo stromym zboczu wykonali schodki.
Jest to niewielkie schronisko na pionowej szczelinie, która w wyniku procesów krasowych poszerzyła się. Ma wysokość 2 m i długość 2,5 m, a w jego dnie jest wcięta wąska rynna. Schronisko powstało w późnojurajskich wapieniach skalistych. Ma myte ściany z kotłami wirowymi. Jest w całości widne, na jego ścianach rozwijają się glony.

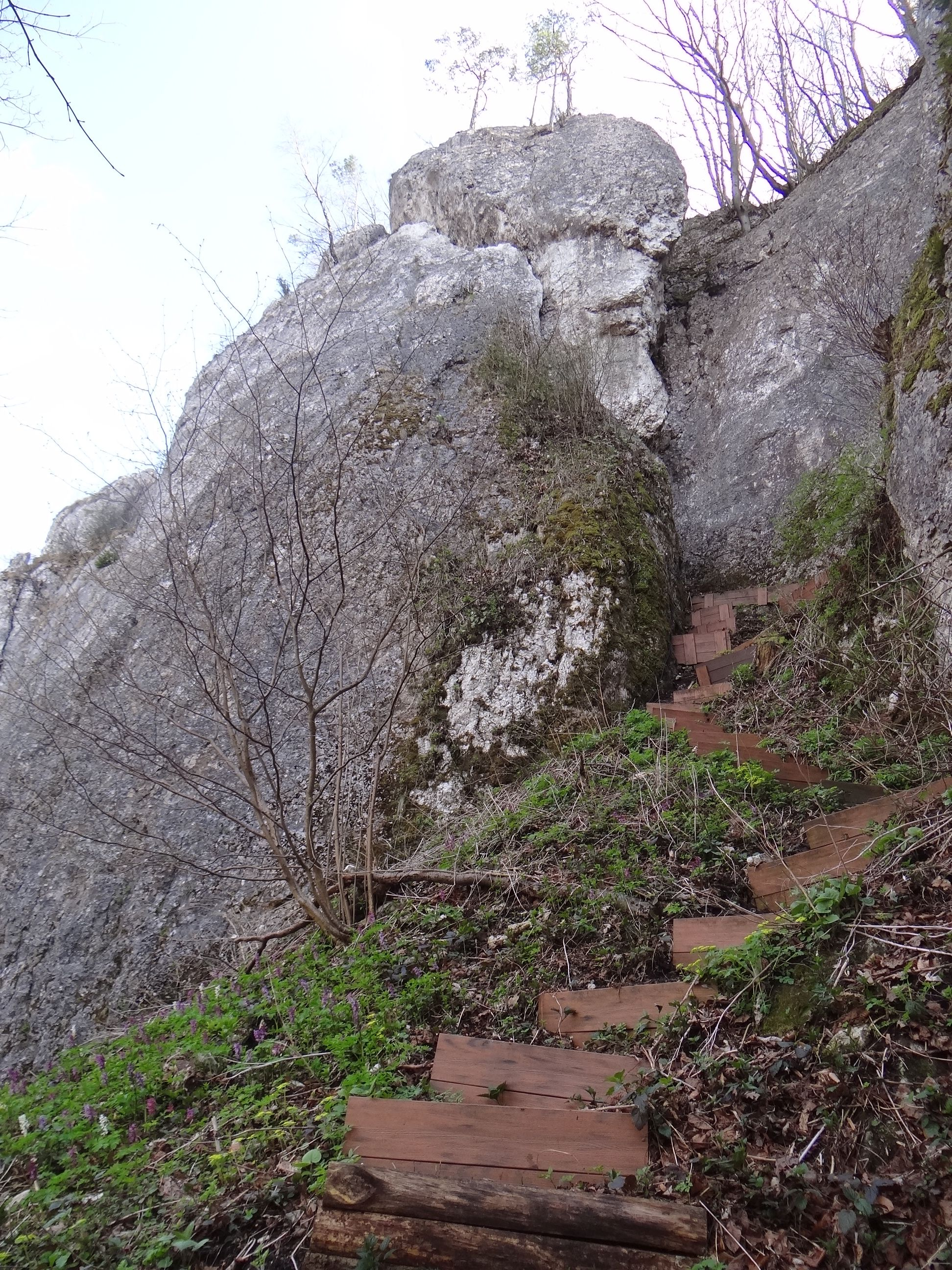
Ubezpieczone podejście do schroniska
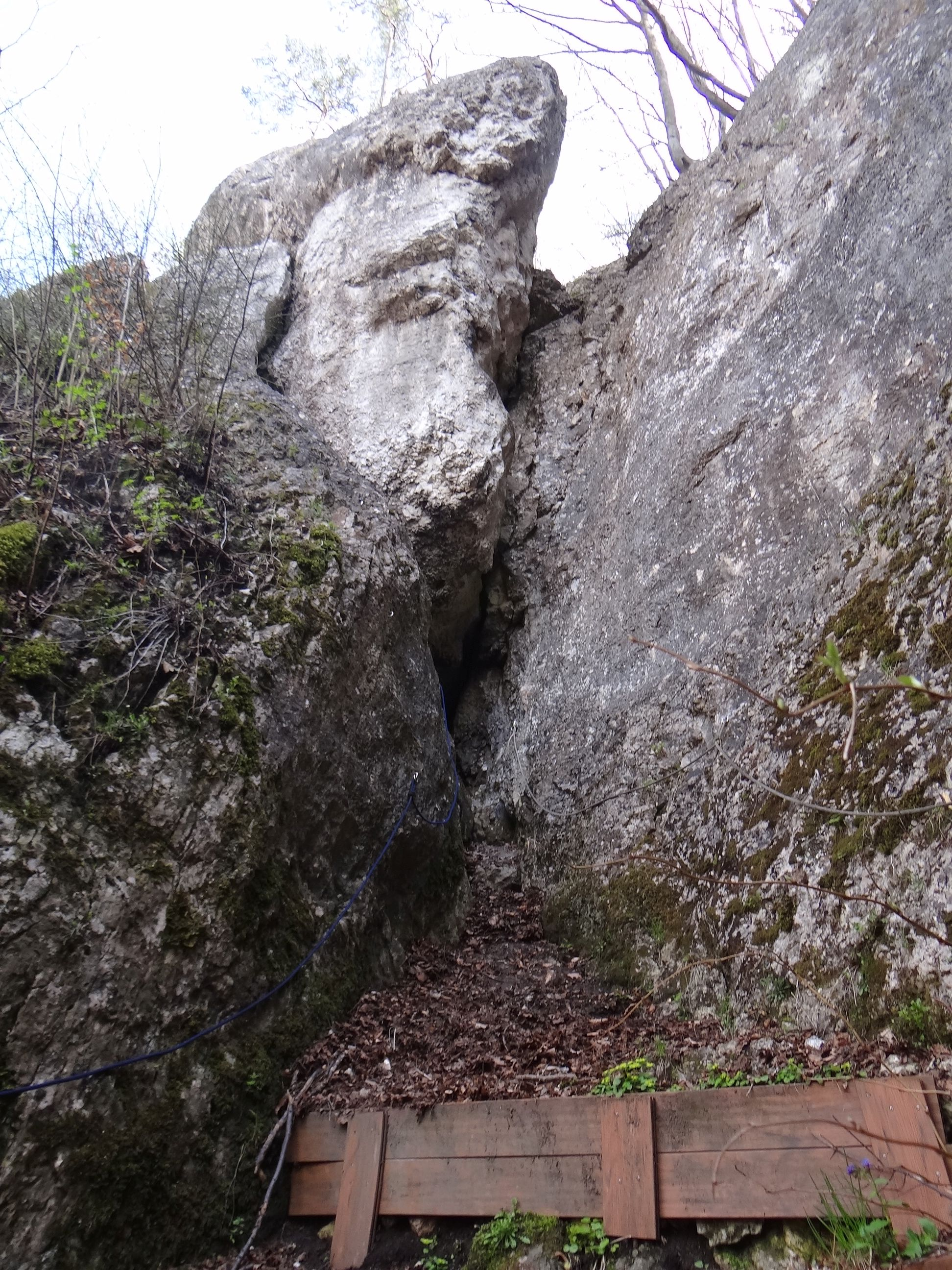
Ubezpieczone podejście do schroniska
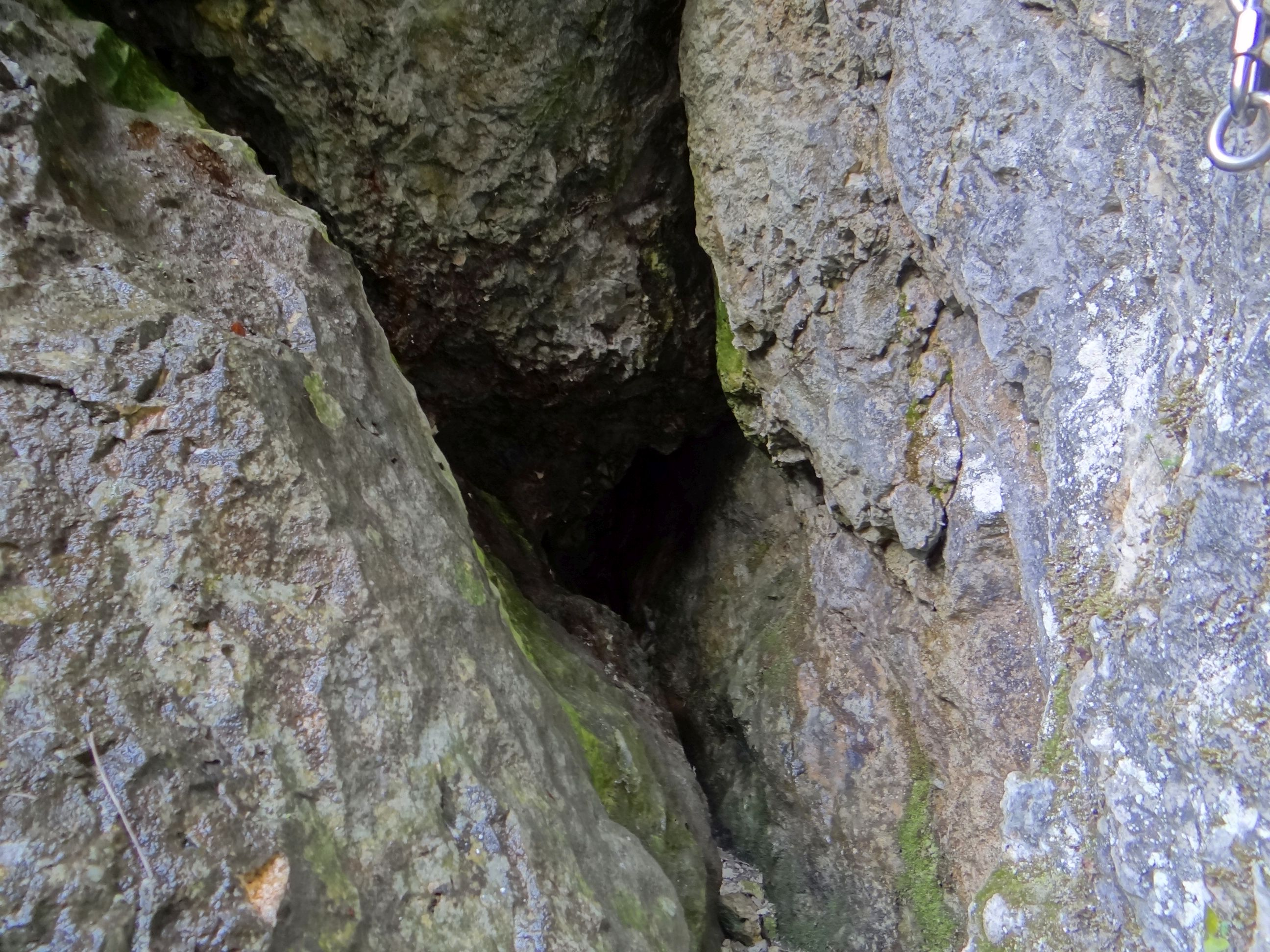
Schronisko

Schronisko znane było od dawna. Po raz pierwszy opisał go Kazimierz Kowalski w 1951 r. Aktualną dokumentację opracował A. Górny w listopadzie 2009 r. Plan opracował M. Pruc.